# Myoporum stokesii
Myoporum stokesii är en flenörtsväxtart som beskrevs av Forest Brown. Myoporum stokesii ingår i släktet Myoporum och familjen flenörtsväxter. Inga underarter finns listade i Catalogue of Life.